# 화흥회

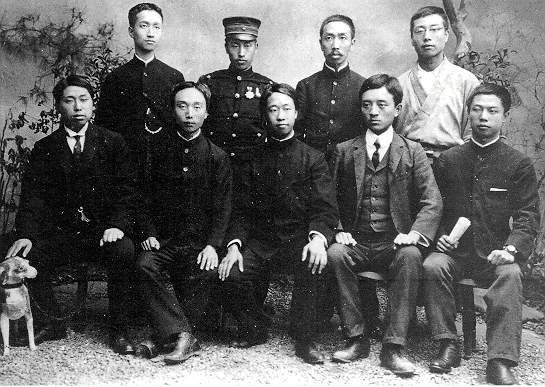
화흥회 부분 지도자(1905년 일본 도쿄에서 촬영). 앞줄 왼쪽에서부터 1. 황흥(황싱)(黃興), 2. 미상, 3. 호영(후잉)(胡瑛), 4. 송교인(쑹자오런)(宋教仁), 5. 류양곡(류양구)(柳揚谷). 뒷줄 왼쪽에서부터 1. 장사쇠(장스자오)(章士釗), 2. 미상, 3. 정가성(정자청)(程家檉), 4. 유규일(류쿠이이)(劉揆一)

화흥회(華興會)는 청(淸) 말기 황흥(황싱)(黃興)이 지휘하는 혁명 조직이다. 목적은 청 제국 정권을 뒤집고 민주(民主)와 자유(自由) 국가를 세우는 것이었다. 1904년 2월 15일, 호남성(湖南省) 장사(長沙) 명덕학당(明德學堂, 현재 호남성 장사시 명덕화흥중학明德華興中學)을 설립하였으며, 1905년 7월 30일 흥중회(興中會)와 합병하여 중국동맹회(中國同盟會)가 되었다.

## 배경
1903년, 러시아는 청에게 7개 요구 사항을 제출, 중국 동북지구(東北地區) 침략을 기도하였다. 이는 일본에도 전해져, 도쿄  「아사히신문(朝日新聞)」이 먼저 출간하여 실었고, 일본에 유학하는 중국 유학생은 도쿄 간다(神田) 긴키칸(錦輝館)에서 학생대회(學生大會)를 개최하였다.:21 4월 29일, 이들은 의용대(義勇隊)를 조직하고 러시아에 저항하여 국민(國民)이 창도하는 것으로 삼았다.:16통계에 의하면, 학생대회에 모인
각 성(省) 유학생은 500여 명이었고 거아의용대(拒俄義勇隊) 설립을 통하여 육군사관학교(陸軍士官學校) 남천울(藍天蔚)을 대장(隊長)으로 삼았다. 성원으로는 황흥(黃興), 양수인(양서우런)(楊守仁), 진천화(천톈화)(陳天華) 등이었다. 이들은 매일 조련하여 언제든 전선으로 파견되는 것을 대비하였다.:21 당시 청년회(青年會) 성원이 가장 적극적이었다. 이들은 대부분 거아의용대에 참가하였고, 그중 130명이 전장으로 가고자 하였고 50명은 도쿄에 남아 일을 처리하고자 하였으며, 일부 여성 유학생은 간호사를 희망하였다.:21－22 유학생들은 학생군(學生軍)으로 개명하려 하였지만 청조(淸朝)의 압력으로 일본정부는 해산을 명하였다.:22 5월 10일, 학생군 집회에 모인 유학생들은 「군국민교육회(軍國民教育會)로 개명하여 사태의 발전 방향을 따르기로 결의하였다.:257－273정신은 변함 없어, 대표 2명을 공동 추대하였고 이들은 귀국하여 원세개(袁世凱)에게 주전(主戰)을 요청하였다.:16 북경대학당(北京大學堂)과 상해(上海)의 교육계는 모두 전보를 통해 회신하여 찬성의 뜻을 보였고 각자 분분히 집회를 열어 선전 역량을 확대하였다.:16
5월, 황흥은 홍문학원(弘文學院)을 졸업하였다. 이해 6월 초, 황흥은 운동원(運動員) 신분으로 일본에서 귀국하였고, 호남(湖南)과 호북(湖北)에서 새로운 움직임을 도모하였다.:17 황흥은 상해로 돌아와 혁명을 암중모색하였다. 그는 먼저 상해에서 『소보(蘇報)』의 주편(主編) 장사쇠(장스자오)(章士釗) 등 신파(新派) 인사들을 알아 두었고, 이전에 일본 도쿄 홍문학원에서 유학한 장사명덕학당(長沙明德學堂) 교장 호원담(胡元倓) 등의 초청을 받아 무창(武昌)을 경유하여 장사로 돌아갔다. 황흥이 도중에 무창을 경유하였을 때, 모교 양호서원(兩湖書院)으로 돌아가 연설을 하였고, 무창부지부(武昌府知府) 겸 원장(院長) 양내분(梁鼎芬)은 상부의 명령을 받아 황흥을 호북성에서 쫓아내었다. 6월 21일, 청조는 혁명을 창언하는 학생들을 체포할 것을 명령하여 진압하고자 하였으나, 대세를 막늘 수는 없었다. 유학생들은 여러 출간물을 통하여 광서(光緒)라는 연호를 폐하고 중국 전설상의 군주인 황제(黃帝)를 기원으로 삼았다.:17 이에 황흥은 4천여 권의 『혁명군(革命軍)』과 『맹회두(猛回頭)』를 몸에 지니고 있다가 군과 학생 각 계에 발급하였고, 이후 배를 타고 호남으로 돌아왔다. 황흥은 장사에 이르러 명덕학당의 주강석(主講席)을 맡았고, 수업 이외에는 비밀스럽세 혁명활동을 수행하였다.:1－2
활동의 영향으로 황흥은 보수 인사로부터 고발을 당하였다. 명덕학당의 동사(董事) 용장(龍璋) 등은 황흥의 탈출을 보장해주었다. 그는 혁명에 몰두할 것을 결심하였고 명덕학당 교원직을 사퇴하여 학당이 연루되지 않도록 하였다. 자금 모집을 위하여 그는 스스로 장사의 고향집과 논밭을 팔아 큰돈을 마련하였다. 고향집에 살던 계모는 원망이나 반대 없이 황흥의 사업을 지지하였고, 친척과 함께 이사하였다. 아울러 황흥은 장사 오문정가(吳門正街)에서 일본어학교 “동문강습소(東文講習所)”를 열었고, 추용(쩌우롱)(鄒容)의 『혁명군(革命軍)』이나 진천화의 『맹회두』, 『경세종(警世鐘)』 등 혁명인사 서적을 대량으로 번역 출간하였다. 이런 활동은 매우 중요한 연락과 선전 역할을 발휘하였고 이후 화흥회 성립의 기초를 마련하였다.

## 성립
1903년 11월 4일, 황흥은 30세 생일 경축을 명분으로 자기집 장원 36무(畝)를 팔았다. 그리고 장사쇠, 오록정(吳祿貞), 유규일(劉揆一), 송교인, 주진린(周震鱗), 옹공(翁鞏), 진육류(秦毓鎏), 류빙농(柳聘農), 담진(覃振), 호영(후잉)(胡瑛), 서불소(徐佛蘇), 류대임(柳大任), 주자도(朱子陶), 임진(任震), 진기은(陳其殷), 오초징(吳超澄), 담인봉(譚人鳳), 소곤(蕭堃), 섭란(葉瀾), 장통전(張通典), 왕연지(王延祉), 류계정(柳繼貞), 소익곤(蕭翼鯤), 팽방동(彭邦棟), 진방도(陳方度), 진천화, 양수인, 장계(張繼)를 초청, 장사보갑항(長沙保甲巷) 팽연순(彭淵洵)의 집에서 집회를 열고 혁명단체 설립 등을 논의하였다. 집회에서는 '흥판광업(興辦礦業, 광업을 열어 운영하자)'을 명분으로 대외에적으로 '화흥공사(華興公司)' 설립을 표명하였다. 입회자는 모두 투자하였으며, 주식[股票]은 회원증이었다. 또한 '한마음으로 만주를 박멸하고 즉시 청을 청산하자(同心撲滿, 當面算淸)'는 것을 구호로 하여 '박멸만청(撲滅滿淸)'의 뜻을 품고 결의하였다. 1904년 제석(除夕, 2월 15일), 회흥회는 장사 명덕학당에서 정식으로 성립되었다. 황흥은 회장(會長)으로, 송교인과 유규일은 부회장(副會長)으로 뽑혔고, '웅거일성, 여각성분기(雄踞一省, 與各省紛起, 한 성에 웅거하여 각 성과 분기하자)'의 전략 방침을 확정하였으며, '구축달로, 부흥중화(驅逐韃虜, 復興中華, 만주를 몰아내고 중화를 부흥하자)'라는 혁명 구호를 정하였다. 마침내 화흥회는 장사에서 창립되었다.:18 화흥회 창립은 호남과 호북의 일본 유학생과 각 학당 학생을 주체로 하였다. 이들의 사전 준비는 오래전부터 이뤄졌고, 『유학역편(遊學譯編)』의 주장을 통하여 이론을 선전하고 의견을 소통하여 왔으나, 이제는 행동을 할 수 있었다.:18 황흥은 신중하게 일을 처리하였기에 화흥회 창립일에 황흥이 회장으로 추대된 후, 황흥은 먼저 다음과 같은 의제를 제기하였다. '동지들에게 바라니, 본성(호남성)과 외성(外省, 호남성 이외의 성) 각계와 관련자들의 운동에 대하여, 성과가 발생하면 봉기와 응원의 책략을 다시 논의하자.(望諸同志, 對於本省外省各界與有機緣者分途運動, 俟有成效, 再議發難與應援之策):18 이에 화흥회원의 각 영역과 분야에서는 각자 직무를 인식하고 적극 진행하자.(於是會衆分門別類, 各認職務, 積極進行.)':1-2 황흥은 화흥회 창립 이후 호영과 송교인에게 호북에서 기관을 설립하고 대응을 준비하는 것을 논의하도록 지시하였고, 이에 군계와 학생계 동지에게 연락하고 과학보습소(科學補習所)를 세워 표면적으로는 과학 연구를 내세워 관아의 감시를 피했지만 실제로는 이는 무창의 혁명운동 기관의 시작이 되었다.:19

## 혁명활동
약 반년이 지난 후에 화흥회는 회원을 모았고 전후 약 500여 명이 가입하였다. 대부분은 귀국 유학생과 국내 각 학당(學堂) 지식인이었다. 화흥회는 외지에 분회(分會)를 설립하였다. 회원은 각각 호남, 상해, 도쿄에서 '동구회(同仇會)', '황한회(黃漢會)', '애국협회(愛國協會)', '신화회(新華會)', '십인회(十人會)' 등의 조직을 만들었다. 당시 중국 내부 각 성의 가장 영향력 있는 반청(反淸) 조직이 되었다. 화흥회 성립 이후, 이전에 유규일이 가로회(哥老會)의 대룡두(大龍頭)와 호남 홍강회(洪江會) 수령(首領) 마복익(馬福益)을 등용하여 화흥회에 교부하였기에, 황흥은 유규일에게 회당(會黨) 연락의 책무를 주었고, 또한 별도로 동구회가 지배하면서 가로회 당원과 화흥회 총부(總部)가 서로 직접 만나지 않게 하여 기밀이 새어 나가 지장이 발생하지 않도록 하였다.:20 기의(起義)에 호응하고자 인마를 증가시켰다. 인원이 충분하자 황흥은 장사에서 기늬를 일으키기로 결정하고 또한 유양(瀏陽), 예릉(醴陵), 형양(衡陽), 상덕(常德), 악양(岳陽), 보경(寶慶) 등에서 의군(義軍)을 조직하고 장사로 진공하게 하였다. 화흥회는 황흥을 주수(主帥)로, 유규일과 마복익을 각각 정총지휘(正總指揮)와 부총지휘(副總指揮)로 삼았다. 기의는 광서 30년(1904) 10월 초10일 서태후(西太后) 70세 생일 연회에 장사에서 기의하기로 의결하였다. 이로써 호남성 각 성(城)에 관원들이 서태후 생일을 하례하는 곳에 둔 폭탄 폭발을 기의 신호로 삼았다.
1904년 10월, 기의 소식이 한 화흥회원 소식으로 새어나가 관아에서도 알게 되었다. 10월 24일, 기의의 소문이 새어나갔고 청군은 화흥회를 봉쇄하고 조사하였으며, 유덕승(游德勝)과 소귀생(蕭貴生)이 체포되었다. 기의는 발동 전에 실패하였다. 황흥 등은 기독교 성공회(聖公會) 교사 황길정(黃吉亭) 등의 보호 하에 장사에서 상해로 옮겼고 다시 일본으로 도주하였다. 마복익은 광서(廣西)로 도주하였고, 다음해 다시 상서(湘西) 홍강(洪江)에 은닉하였으며, 몰래 황흥과 연락을 취하고 홍강에서 다시 기의를 일으키고자 준비하였다. 광서 31년(1905) 봄, 마복익은 평향(萍鄕) 기차역에서 청군에 체포되었고 음력 3월 초8일 장사에서 처형되었다.

## 사후

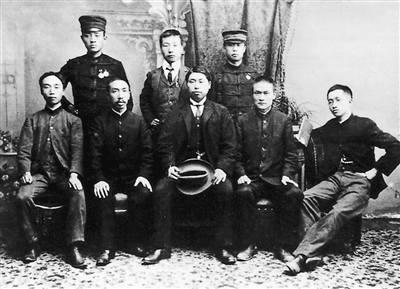
1905년 황흥과 민보사(民報社) 사원이 도쿄에서 촬영한 단체사진. 앞줄 왼쪽에서부터 1. 미상, 2. 정가성, 3. 황흥, 4. 진천화, 5. 장사쇠. 뒷줄 왼쪽에서부터 1. 송교인 2. 류양곡, 3. 미상.

황흥은 1904년 11월말 도쿄에 도착하였다. 12월, 황흥과 100여 명의 유학생은 혁명동지회(革命同志會)를 조직하였다. 1905년 황흥은 귀국하여 기의를 획책하였으나 다시 실패하고 일본으로 돌아왔다. 손문(쑨원)(孫文)도 같은해 7월 19일 도쿄에 가서 황흥과 만났다. 7월 30일, 중국동맹회(中國同盟會)가 회의를 소집하였다. 화흥회와 흥중회(興中會)는 합병하여 중국동맹회가 되었다. 화흥회 주요 회원은 동맹회의 간부가 되었다.

## 같이 보기
- 황흥
- 송교인
- 손문
- 장사쇠
- 흥중회
- 광복회 (중국)
- 신해혁명
- 중국국민당
- 중국동맹회
- 무창기의
- 중화혁명당
- 민주당파
- 중국농공민주당